# David Brassey, 3. Baron Brassey of Apethorpe
David Henry Brassey, 3. Baron Brassey of Apethorpe OBE, JP, DL (* 16. September 1932; † 7. Mai 2015) war ein britischer Peer, Soldat und Politiker der Conservative Party.

## Leben und Karriere
Brassey wurde am 16. September 1932 als Sohn von Bernard Brassey, 2. Baron Brassey of Apethorpe (1905–1967) und dessen Frau Crystal Gloria Gore († 1962) geboren. Er hat einen jüngeren Bruder. Brassey besuchte die Stowe School in Buckingham.
Er diente bei den Grenadier Guards und erreichte den Rang eines Majors. 1967 verließ er das Militär.
1970 war Brassey Friedensrichter (Justice of the Peace) für Northamptonshire. Dort war er 1972 DL. Er wurde 1994 zum Offizier des Order of the British Empire (OBE) ernannt. Brassey lebte in Cambridgeshire.

## Mitgliedschaft im House of Lords
Nach dem Tod des Vaters 1967 erbte er den Titel des Baron Brassey of Apethorpe und den damals verbundenen Sitz im House of Lords. In der Sitzungsperiode 1997/1998 war er nicht anwesend; den Eid legte er ebenfalls nicht ab.
Seine Mitgliedschaft endete durch den House of Lords Act 1999. Für einen der verbleibenden Sitze trat er nicht zur Wahl an.
Er gehörte der Hereditary Peerage Association an. Im Register of Hereditary Peers, die für eine Nachwahl zur Verfügung stehen, war er nicht verzeichnet.

## Familie
Brassey heiratete am 15. Oktober 1958 Myrna Elizabeth Baskervyle-Glegg, die Tochter von Lt.-Col. John Baskervyle-Glegg und Ethne Woollan. Mit ihr hat er einen Sohn. Sie starb 1974.
In zweiter Ehe war er ab dem 17. Oktober 1978 mit Caroline Evill (* 1944), Tochter von Lt.-Col. Godfrey Ariel Evill (1906–1983) und Nesta Herbert (1910–2002) verheiratet. Sie haben zwei Töchter.